# آتشفشان سیته اورخاس
آتشفشان سیته اورخاس (به اسپانیایی: Volcán Siete Orejas) یک کوه در گواتمالا است که در Quetzaltenango, Concepción Chiquirichapa, Guatemala واقع شده‌است. آتشفشان سیته اورخاس ۳٬۳۷۰ متر بالاتر از سطح دریا واقع شده‌است.